# Wissenschaftsrat Litauens

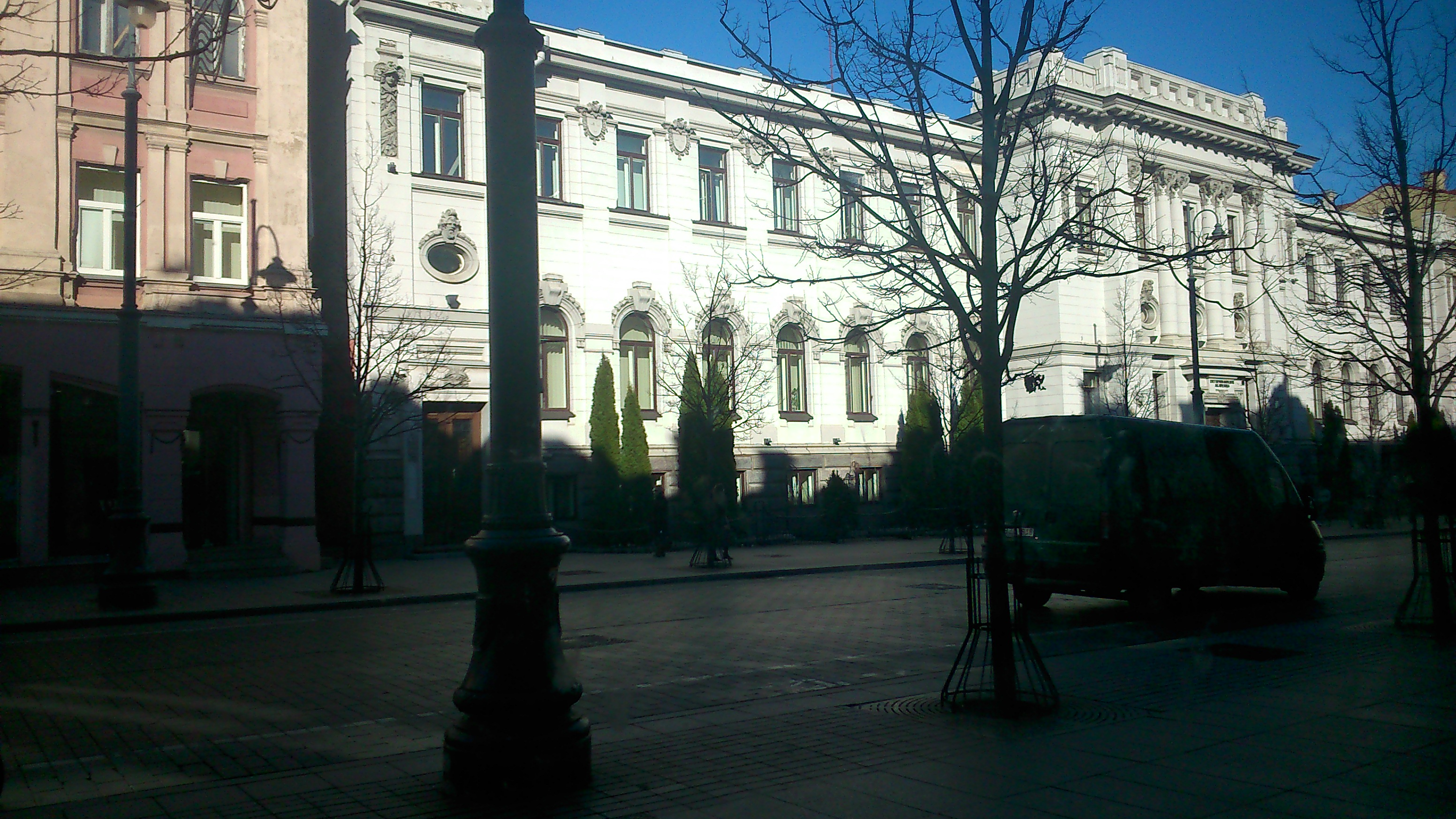

Der Wissenschaftsrat Litauens (lit. Lietuvos mokslo taryba) ist eine Wissenschaftsbehörde und Beratungsinstitution von Seimas und Regierung Litauens. Die Gebiete sind Wissenschaft, Studium und Entwicklungspolitik. Der Rat wurde vom Seimas ins Leben gerufen.
Der Rat besteht aus Vorstand, zwei Expertenausschüssen und einem Wissenschaftsfonds. Dienstsitz ist Vilnius.